# Половинка (Баяндаевский район)
Полови́нка — село в Баяндаевском районе Иркутской области России. Административный центр Половинского муниципального образования.

## География
Село находится на расстоянии примерно 13 км к северо-востоку от села Баяндай, административного центра района.

## Население
| 2002 | 2010 | 2011 | 2012 |
| ---- | ---- | ---- | ---- |
| 484  | ↘412 | ↘410 | ↘405 |

### Половой состав
По данным Всероссийской переписи, в 2010 году в селе проживало 412 человек (213 мужчин и 199 женщин).